# N-123
La N-123 es una carretera nacional española que une Benabarre con Barbastro. Es un eje viario que une Huesca con el Valle de Arán.

## Recorrido
La N-123 inicia su recorrido junto a Benabarre en el enlace con la N-230 que une Lérida y el Valle de Arán. Se dirige hacia el oeste atravesando las poblaciones de Aler, Torres del Obispo, Embalse de Barasona, Estada y finaliza junto a Barbastro en el enlace con la carretera N-240 y a su vez con la autovía A-22 que une Huesca y Lérida.